# Nataliia Volodymyrivna Hasiuk
Nataliia Volodymyrivna Hasiuk (tiếng Ukraina: Гасюк Наталія Володимирівна; sinh ngày 22 tháng 6 năm 1981, Deikalivka, tỉnh Poltava) là một nhà khoa học Ukraina trong lĩnh vực nha khoa. Cô tốt nghiệp bằng Tiến sĩ khoa học Y học năm 2016 và được phong hàm Giáo sư năm 2019. Cô là Giáo sư Khoa Nha khoa Trị liệu tại Đại học Y Quốc gia Ivan Horbachevsky Ternopil.

## Tiểu sử
Năm 2003, Nataliia Hasiuk tốt nghiệp loại xuất sắc Khoa Nha khoa của Học viện Y học Nha khoa Ukraina (Poltava). Từ năm 2003 đến năm 2005, cô thực tập tại Bệnh viện Lâm sàng tỉnh Poltava. Từ năm 2006 đến năm 2014, cô là nhân viên Khoa Nha khoa Trị liệu của Học viện Nha khoa Ukraina ở Poltava.
Từ năm 2014, cô công tác tại Khoa Nha khoa Trị liệu của Đại học Y Quốc gia Ternopil. Cô được phong hàm Phó Giáo sư năm 2014 và được phong hàm Giáo sư năm 2019.
Năm 2018, cô hoàn thành khóa thực tập tại Đại học Kinh tế Praha về tổ chức quá trình giảng dạy và thực hiện các dự án khoa học và hoạt động xuất bản tại các trường đại học của Liên minh châu Âu (Praha, Cộng hòa Séc).
Cô đã diễn thuyết tại hơn 150 hội nghị và hội thảo khoa học và thực tiễn ở cấp quốc gia và quốc tế, bao gồm: "Kinh nghiệm đào tạo nhân sự có tay nghề cao tại Trường Kinh doanh Quốc tế ESEI Barcelona" tại Trường Kinh doanh Quốc tế (Barcelona, Tây Ban Nha, 2018), "Tổ chức quá trình giáo dục và phương pháp giảng dạy đổi mới, tích hợp khoa học và thực hành tại Đại học Kinh tế,  Praha" tại Đại học Kinh tế Praha (Praha, Cộng hòa Séc, 2018), hội thảo khoa học và phương pháp luận "Hệ thống giáo dục của Ba Lan: điều kiện, cơ hội, quan điểm" tại Trung tâm Truyền thông Hiệu quả (Kraków, Ba Lan, 2018).
Cô là thành viên của Hiệp hội Nha sĩ Ukraina.

## Hoạt động khoa học
Năm 2009, cô bảo vệ luận án Phó tiến sĩ Y học về "Hình thái-chức năng của nướu trong điều kiện bình thường và viêm" tại Đại học Y Nhà nước Krym mang tên S. I. Georgievsky trực thuộc Bộ Y tế Ukraina (Simferopol, Krym).
Năm 2016, cô bảo vệ luận án Tiến sĩ khoa học Y học về "Đặc điểm tế bào học và di truyền học tế bào của niêm mạc miệng ở người trong điều kiện bình thường và viêm" tại Đại học Y Quốc gia Bogomolets (Kyiv).
Cô đã bảo vệ 1 luận án cho bằng Doctor of Philosophy, và đang thực hiện 2 công trình khoa học khác.
Cô là thành viên ban biên tập của một số ấn phẩm khoa học:
1. Tạp chí khoa học và thực tiễn "Українські медичні вісті"[7]
2. "Клінічна стоматологія"[8]
3. "Oral and General Health"[9]

Các vấn đề nghiên cứu mà cô quan tâm bao gồm phát triển và nâng cao hiệu quả phòng ngừa, chẩn đoán và điều trị bệnh nhân mắc các bệnh về niêm mạc miệng dựa trên các mô hình cấu trúc của niêm mạc miệng; phát triển và thực hiện việc sàng lọc ung thư niêm mạc miệng trong kiểm tra nha khoa hàng năm; Nghiên cứu các cơ chế gây bệnh về mặt di truyền của bệnh nha chu dựa trên sự biến đổi gen và sự biến đổi về hình thái của cấu trúc và protein tín hiệu.

## Giải thưởng
1. huân chương «Berehynia Ukrainy» vì những đóng góp cá nhân cho sự phát triển của Ukraina và lòng trung thành với tổ quốc (2023);
2. giải thưởng danh dự của Hiệp hội Nha sĩ Ukraina vì những thành tựu trong việc phát triển lĩnh vực nha khoa ở Ukraina như "Huân chương Thánh Apollo" (2022), "Vì những đổi mới của ngành nha khoa" (2021)[12];
3. ghi nhận của Liên đoàn các Hiệp hội Y tế Chuyên nghiệp Ukraina "vì lòng trung thành với y học" (2022);
4. giấy chứng nhận danh dự của Cục Quản lý Quân sự Khu vực Ternopil "vì sự tận tâm, chuyên nghiệp cao trong công việc và đóng góp cá nhân đáng ghi nhận vì sự phát triển của hệ thống y tế";
5. thư khen của thị trưởng Ternopil "vì sự tận tâm, tính chuyên nghiệp cao trong công việc và đóng góp cá nhân đáng ghi nhận trong việc đem đến dịch vụ y tế có trình độ cao và công tác chăm sóc sức khỏe cộng đồng" (2023)[13];
6. thư chúc mừng của Chủ tịch Verkhovna Rada của Ukraina (2023).

## Thành tích khoa học
Cô là tác giả của hơn 300 bài báo khoa học, 10 giáo trình, 3 chuyên khảo và 11 bằng sáng chế.

## Công trình khoa học
1. На допомогу студенту та лікарю-інтерну. Підготовка до «Крок» – шинування. Навчальний посібник / [N.V. Hasiuk, O.V. Klitynska, V.B. Radchuk]. 2021. – Ternopil: ФОП Паляниця В.А. – 63 tr.
2. Guide for help students and interns to prepare for the " Krok quot; exam – splinting. Manual / [N.V. Hasiuk, A.Ye. Demkovych, V.B. Radchuk]. 2021. – Ternopil. – 61 tr.
3. Профілактика стоматологічних захворювань / O.V. Klitynska, Ye.Ia. Kostenko, N.V. Hasiuk và đồng nghiệp // Навчальний посібник. ‒ Uzhhorod, 2019. ‒ 64 tr.
4. Dentist's hematological alphabet: [N.V. Hasyuk, O.V. Klitynska, I.V. Antonyshyn, A.V. Brzhyskii] – Ternopil. 2019. ‒ 53 tr.
5. Emergency conditions in «Krok»: [N.V. Hasyuk, M.S. Zalizniak, Kh. V. Pogoretska, I.V. Antonyshyn ] – Ternopil. 2019. ‒ 101 tr.
6. Невідкладні стани у «крок»: навчальний посібник для студентів стоматологічного факультету та лікарів-інтернів. [N.V. Hasiuk, M.S. Zalizniak, Kh.V.Pohoretska] Ternopil. 2018 . ‒ 102 tr.
7. Гематологічна абетка стоматолога: навчальний посібник [Hasiuk N.V., Klitynska O.V., Krynychko F.R.]. – Ternopil-Uzhhorod: 2017. ‒ 32 tr.
8. Additional methods of examination in dentistry: [N.V. Hasyuk, V.V. Chernyak, O.V. Klitynska, Yu.O. Mochalov et .] – Ternopil. 2018. ‒ 114 tr.
9. Додаткові методи обстеження у стоматології: навчальний посібник [Hasiuk N.V., Cherniak V.V., Klitynska O.V., Borodach V.O. và đồng nghiệp] – Ternopil. 2017. ‒ 120 tr.
10. Морфо- і гістогенез основних стоматологічних хвороб [Hasiuk P.A., Hasiuk A.P. Danylchenko, S.I., Hasiuk N.V.] Chế bản: ФОП Пархін В.В., 2016 ‒ 16 tr.
11. Застосування морфологічних методів дослідження у діагностиці та прогнозуванні клінічного перебігу генералізованого пародонтиту. ‒ [Hasiuk N.V. Yeroshenko H.A.] Kyiv, 2016 ‒ 24 tr.
12. Оптимізація діагностичного процесу дерматозів із аутоімунним компонентом шляхом застосування морфологічних методів дослідження. ‒ [Hasiuk N.V]. ‒ Kyiv, 2015 ‒ 25 tr.
13. Оптимізація діагностичного процесу дерматозів із аутоімунним компонентом шляхом застосування морфологічних методів дослідження.- [Hasiuk N.V.]. - Kyiv, 2014 -26 tr.
14. Hasiuk N.V., Yaskiv N.A., Leonenko P.V., Radchuk V.B. Modern Approach to Prevention of Chronic Recurrent Aphthous Stomatitis // Acta Balneologica. – 2022. – tập LXIV. – số 1 (167). – tr. 83-88.
15. Klytynska O.V., Hasiuk P.A., Vasko A.A., Gurando V.R., Zorivchak T.I., Stlchkovskyy A.V. Statistical analysis of criteria for efficiency of filling of permanent teeth in children // Acta stomatologica Naissi. – 2021. – tập 37 (84). ‒ tr. 2232-2240.
16. Hasiuk N.V., Bozhyk S.S., Radchuk V.V. Modern view on mechanisms of epithelium differentiation of the oral mucosa in normal and pathological processes // Acta stomatologica Naissi. – 2021. – Số 37 (83). ‒ tr. 2314-2324.
17. Hasiuk P., Kindiy V., Radchuk V., Kindiy D., Dzetsiukh T., Korol`D. Characteristics of metal alloys properties for dental casting after their repeated remelting. // Wiadomości Lekarskie. – 2021 – tập 74 (10). – tr. 2423-2427.
18. Pavlenko O., Mochalov Iu., Sluchevska O., Hasiuk N., Keian D., Yurzhenko A. The main cytokines of inflammatory response in periodontal tissues, therapeutical targets: a revive // Journal of social sciences, nursing, public health and education. – 2021. – số 1. − tr. 87-100.
19. Radchuk V.B., Hasiuk N.V., Bozhyk S.S., Dzetsiukh T.I., Antonyshyn I.V. Initiating factors of complications development during prosthetics of teeth with fixed prostheses // Wiadomosci Lekarskie. – 2021. – số 5, tập LXXIX. – tr. 1164-1169.
20. Klitynska O.V., Hasiuk N.V., Struk V. I., Kruchak R.Yu., Hurando V. R., Bobelskyi V.V. The quality of drinking water as a factor in the formation of dental pathology of the hard tissues of the teeth in children // Wiadomosci Lekarskie. – 2021. – số 5, tập LXXIX. – tr. 1120-1125.
21. Hasiuk N.V., Yeroshenko G.A., Mochalov I.O., Klitynska., O.V., Pogoretska Kh.V. Morphoclinical aspects of the clinical course of atopic cheilitis // Світ медицини і біології. – 2020. – số 4. − tr. 39-43.
22. Klitynska O.V., Stishkovskyy A.V., Hasiuk N.V., Avetikov D.S., Ivaskevych V. Z. Statistical analysis of the impact of clusters on caries prevalence and intensity in children aged 6–7 with different somatic health statuses // Wiadomosci Lekarskie. – 2020. – tập 73 (số 3). – tr. 428–434.
23. Dobrovolska O.V., Hasiuk N.V., Klytynska O.V., Zaliznyak M.S., Antonyshyn I.V., Pogoretska K.V., Patskan L.A. State characteristics of the problem of oral cavity environmental system // Wiadomosci Lekarskie. – 2020. – tập 73 (số 5). – tr. 1037–1041.
24. Complex treatment of generalized periodontitis: clinical and morphological aspects of verification of the efficiency of application of complex medical drug // Світ медицини і біології. – 2020. – số 2 (72). − tr. 242−250.
25. Hasiuk N.V., Klitynska O.V., Antonyshin I.V., Mochalov Yu.O. Ways of formation and extending of clinical and analytical thought of students-dentists under the activities of student scientific society// Україна. Здоров'я нації. – 2018. – số 4/1(53). – tr. 112–114.
26. Hasiuk N.V., Antonyshyn I.V., Pohoretska K.V., Levandovsky R.A. Improving the quality of the dental education of future specialists by implementation in the traditional system of a person-oriented training model of teaching // Іntermedical Journal. – 2018. – 19 (2). – tr. 4–8.
27. Hasiuk N.V., Yeroshenko G.A., Maystruk P.O. Features of the cell complex of the mortal shell of the rope cavity on the field of tolerancy // Світ медицини і біології. – 2018. – số 4. − tr. 34−40.
28. Hasiuk N.V., Levandovsky R.A., Borodach V.O., Klitynska O.V. Morphological substantiation of criteria of prediction of clinical course of generalized periodontitis // Світ медицини і біології. – 2018. – số 3. − tr. 37−41.
29. Klytynska O., Vasko A., Borodach V., Hasiuk N.,V., Kornienko L., Tsukanov D. Clinical and Laboratory Grounds for the Rational Selection of Filling Material for Restoration of Temporary teeth // Pesquisa Brasileira em Odontopediatria e Clinica Integrada. – 2018. – 18 (1). – tr. 3949–3954.
30. Klitynska Oksana, Gasiuk Natalia, Kostenko Yevgen, Gurando Viacheslav. Statistical model of caries formation and progression in children of preschool and early school age domiciled in biogeochemical deficiency of fluorine and iodine // Journal of Stomatology. – 2017. – tập 70 (6). − tr. 675−679.
31. Malko N.V., Hasiuk P.A., Ivanchyshyn V.V., Hasiuk N.V. Changes in biochemical parameters of blood serum and gingival homogenates with experimental gingivitis // Світ медицини і біології. – 2017. – số 4 (62). − tr. 149–152.
32. Hasiuk P.A., Vorobec A.B., Hasiuk N.V., Rosolovska S.O., Bodnarchuk I.V., Radchuk V.B. Sex differences of odontometrical indexes crovn of molars // Interventional Medicine and Applied Science. – 2017. – tập 9 (3) . − tr. 160–163.
33. Hasiuk N.V., Hasiuk P.A., Radchuk V.B., Rosolovska S.O., Vorobec A.B., Demkovych A.Ye. Fixed prosthetic construction with using of high volume digital scanning techniques // Світ медицини і біології. – 2017. – số 4 (62). − tr. 15–17.
34. Hasiuk N.V., Hasiuk P.A., Radchuk V.B. Сurent concept of morphofunctional changes of dental tissue induced by odontopreparation for metal-ceramic construction // Світ медицини і біології. – 2017. – số 3 (61). − tr. 9–11.
35. Hasiuk N.V., Ivanytskiy І.О., Popovich І.Yu. Morphological rationale of advisability for ultrasound teeth preparation in pediatric dentistry // Inter medical journal. – 2017. – số 1 (93). − tr. 38–42.
36. Hasiuk N.V., Vesnina L.E., Shlykova O.A., Izmailova O.V. Argumentation of pathogenic mechanisms of generalized periodontitis from the position of polymorphism of nuclear transcription factor NF- κв1 // Іnternational Jornal of Medicaine and Research. – 2017. – số 1. − tr. 40–45.
37. Hasiuk N.V., Hasіuk P.A., Kindiy D.D., Ivanchyshyn V.I., Kalashnikov D.V., Subchenko S.G. Characteristics of cellular composition of periodontal pockets // Interventional Medicine and Applied Science. – 2016. – tập 8 (4). − tr. 172–177.
38. Hasiuk N.V. Qualitative and quantitative changes in the cellular composition of gums in patients with periodontal diseases // Іnternational Jornal of Medicaine and Research. – 2016. – số 2. − tr. 26–29.
39. Hasiuk N.V. Diagnostics aspects of akantolytic pemphigus in dentist`s practice // Inter medical journal. – 2016. – số 1 (93). − tr. 27–30.
40. Hasiuk N.V. Description of polymorphic variants of nuclear transcription factor NF- kB1 as predictors of generalised periodontitis development // Український науково-медичний молодіжний журнал. – 2016. – số 1 (93). − tr. 105–107.
41. Hasiuk N.V., Yeroshenko G.A., Lisachenko O.D. Features of cytological reorganization of gums in the course of generalized periodontitis // Актуальні питання медичної науки і практики. – 2015. − số 82. – tr. 284–291.
42. Hasiuk N.V., Yeroshenko G.А. Feature of cellular composition of the gums in generalized periodontitis // Світ медицини і біології. – 2015. – số 1 (48). – tr. 17–20.
43. Yeroshenko G.A., Tsukanov D.V., Hasiuk N.V., Chernyak V.V. Morphometric characteristic of microcircular rate of Salivary glands after administration of platyphyllinum and Proserinum // European International Journal of Science and Technology. – 2014. – số 8, tập 3, – tr. 29–34.